# Stadio delle Alpi
Stadio delle Alpi byl sportovní stadion v piemontském Turíně. Byl nejčastěji využíván pro koncerty a fotbal. Byl otevřen v roce 1990 pro Mistrovství světa ve fotbale. Jeho kapacita činila nejprve 70 040 diváků, ale poté byla snížena na 67 229 diváků. Své domácí zápasy zde hrály kluby Juventus FC a Torino FC. Největší návštěva zde byla 66 299 diváků na zápas semifinále Ligy mistrů 2002/03 mezi Juventusem a Realem Madrid. Mezi zpěváky nebo skupiny, kteří zde měli své koncerty patří například Madonna, Rolling Stones, Sting, Guns N' Roses, Metallica, U2, Pink Floyd nebo AC/DC.